# Grace Street
Grace Street è il quinto album in studio del gruppo rock canadese-statunitense Big Wreck, pubblicato nel 2017.

## Tracce
1. It Comes as No Surprise – 4:17
2. One Good Piece of Me – 4:01
3. Tomorrow Down – 4:37
4. You Don't Even Know – 3:52
5. Useless – 5:17
6. A Speedy Recovery – 7:38
7. Motionless – 5:31
8. Digging In – 5:03
9. The Receiving End – 3:21
10. Floodgates – 5:32
11. The Arborist – 5:46
12. Skybunk Marché – 7:01
13. All My Fears on You – 6:14

## Formazione
- Ian Thornley – voce, chitarra, tastiera
- Brian Doherty – chitarra
- Paulo Neta – chitarra
- David McMillan – basso
- Chuck Keeping – batteria, percussioni